# بلوط چوب‌پنبه‌ای

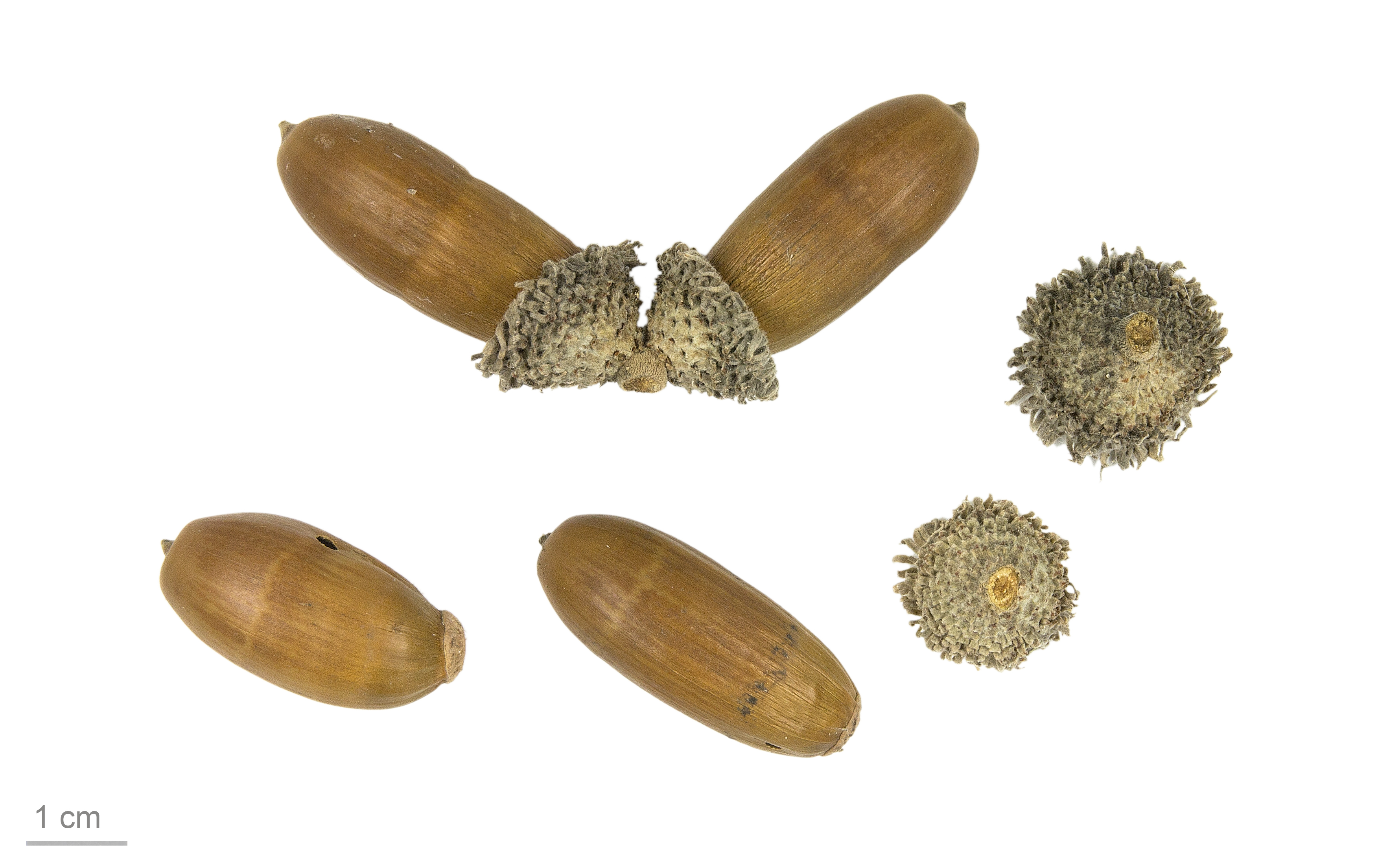
Quercus suber

بلوط چوب‌پنبه‌ای (نام علمی: Quercus suber) نام یک گونه از سرده بلوط است.
ارتفاع آن می‌تواند تا ۲۰ متر برسد، پوست تنه و شاخه‌های آن با لایه‌ای از چوب‌پنبه ضخیم پوشیده شده و شاخه‌های جوان و جوانه‌ها دارای کُرک‌های نمدی خاکستری مایل به زرد هستند. دم‌برگ‌های آن بین یک تا یک و نیم سانتی‌متراند. برگ‌های آن تخم‌مرغی یا تخم‌مرغی طویل است و کامل یا با دندانه‌های تیز کوچ که سطح فوقانی آنها سبز تیره و درخشان و سطح زیرین آن کرک‌های خاکستری انبوه یا به ندرت بی‌کرک است. این گونه در جنوب اروپا، جنوب‌کریمه، شرق ماورای قفقاز، تفلیس و باکو می‌روید. در باغ اکولوژی نوشهر نیز کاشته شده‌است.